# Diócesis de Ciudad Valles
La diócesis de Ciudad Valles (en latín: Dioecesis Vallipolitana) es una circunscripción eclesiástica de la Iglesia católica en México. Se trata de una diócesis latina, sufragánea de la arquidiócesis de San Luis Potosí. Desde el 19 de marzo de 2020 su obispo es Roberto Yenni García.

## Territorio y organización
La diócesis tiene 14 599 km² y extiende su jurisdicción sobre los fieles católicos de rito latino residentes en 25 municipios del estado de San Luis Potosí: Alaquines, Aquismón, Axtla de Terrazas, Cárdenas, Ciudad Valles, Coxcatlán, Ébano, El Naranjo, Huehuetlán, Lagunillas, Matlapa, Rayón, San Antonio, San Martín Chalchicuautla, San Vicente Tancuayalab, Santa Caterina, Tamasopo, Tamazunchale, Tampacán, Tampamolón Corona, Tamuín, Tancanhuitz, Tanlajás, Tanquián de Escobedo y Xilitla.
La sede de la diócesis se encuentra en Ciudad Valles, en donde se halla la Catedral de Nuestra Señora de Guadalupe.
En 2021 en la diócesis existían 54 parroquias.

## Historia
La diócesis fue erigida el 27 de noviembre de 1960 con la bula Cum rectus rerum del papa Juan XXIII, obteniendo el territorio de las diócesis de Huejutla y de San Luis Potosí (hoy arquidiócesis). Originalmente fue sufragánea de la arquidiócesis de Monterrey.
El 28 de mayo de 1997 cedió una porción de su territorio para la erección de la diócesis de Matehuala mediante la bula Apostolicum officium del papa Juan Pablo II.
El 25 de noviembre de 2006 pasó a formar parte de la provincia eclesiástica de San Luis Potosí.

## Estadísticas
Según el Anuario Pontificio 2022 la diócesis tenía a fines de 2021 un total de 729 000 fieles bautizados.
| Año                                                                             | Población            | Población | Población      | Sacerdotes | Sacerdotes    | Sacerdotes    | Bautizados por sacerdote | Diáconos permanentes | Religiosos | Religiosos | Parroquias |
| Año                                                                             | Bautizados católicos | Total     | % de católicos | Total      | Clero secular | Clero regular | Bautizados por sacerdote | Diáconos permanentes | Varones    | Mujeres    | Parroquias |
| ------------------------------------------------------------------------------- | -------------------- | --------- | -------------- | ---------- | ------------- | ------------- | ------------------------ | -------------------- | ---------- | ---------- | ---------- |
| 1965                                                                            | 399 000              | 400 000   | 99.8           | 31         | 29            | 2             | 12 870                   |                      | 4          | 45         | 17         |
| 1968                                                                            | 432 000              | 435 000   | 99.3           | 35         | 31            | 4             | 12 342                   |                      | 6          | 50         | 19         |
| 1976                                                                            | 498 500              | 502 000   | 99.3           | 44         | 30            | 14            | 11 329                   |                      | 17         | 66         | 33         |
| 1980                                                                            | 522 000              | 525 000   | 99.4           | 51         | 34            | 17            | 10 235                   |                      | 20         | 89         | 41         |
| 1990                                                                            | 669 000              | 720 000   | 92.9           | 52         | 42            | 10            | 12 865                   |                      | 11         | 128        | 34         |
| 1999                                                                            | 825 000              | 925 000   | 89.2           | 60         | 48            | 12            | 13 750                   |                      | 12         | 118        | 37         |
| 2000                                                                            | 841 500              | 943 500   | 89.2           | 62         | 50            | 12            | 13 572                   |                      | 12         | 116        | 40         |
| 2001                                                                            | 859 500              | 964 500   | 89.1           | 64         | 52            | 12            | 13 429                   |                      | 12         | 116        | 41         |
| 2002                                                                            | 875 500              | 981 000   | 89.2           | 60         | 48            | 12            | 14 591                   |                      | 12         | 121        | 41         |
| 2003                                                                            | 885 000              | 985 000   | 89.8           | 65         | 52            | 13            | 13 615                   |                      | 13         | 114        | 41         |
| 2004                                                                            | 890 000              | 990 000   | 89.9           | 70         | 56            | 14            | 12 714                   |                      | 17         | 106        | 41         |
| 2006                                                                            | 939 000              | 999 000   | 94.0           | 76         | 61            | 15            | 12 355                   |                      | 17         | 105        | 42         |
| 2013                                                                            | 1 019 000            | 1 099 000 | 92.7           | 80         | 65            | 15            | 12 737                   | 1                    | 18         | 138        | 47         |
| 2016                                                                            | 708 205              | 795 736   | 89.0           | 90         | 76            | 14            | 7868                     |                      | 14         | 118        | 50         |
| 2019                                                                            | 716 000              | 803 860   | 89.1           | 97         | 81            | 16            | 7381                     |                      | 16         | 98         | 53         |
| 2021                                                                            | 729 000              | 818 870   | 89.0           | 119        | 92            | 27            | 6126                     |                      | 29         | 86         | 54         |
| Fuente: Catholic-Hierarchy, que a su vez toma los datos del Anuario Pontificio. |                      |           |                |            |               |               |                          |                      |            |            |            |

## Episcopologio
| Nombre                              | Comienzo                     | Término                                                       |
| ----------------------------------- | ---------------------------- | ------------------------------------------------------------- |
| Carlos Quintero Arce †              | 20 de marzo de 1961          | 3 de marzo de 1966 nombrado arzobispo coadjutor de Hermosillo |
| Alfonso Reyes Ramos †               | 29 de noviembre de 1966      | 26 de julio de 1969 falleció                                  |
| José Melgoza Osorio †               | 18 de mayo de 1970           | 5 de febrero de 1979 nombrado obispo de Netzahualcóyotl       |
| Juvencio González Álvarez †         | 8 de enero de 1980           | 8 de julio de 1994 retirado                                   |
| José Guadalupe Galván Galindo †     | 8 de julio de 1994           | 12 de octubre de 2000 nombrado obispo de Torreón              |
| Roberto Octavio Balmori Cinta, M.J. | 5 de abril de 2002           | 19 de marzo de 2020 retirado                                  |
| Roberto Yenni García                | Desde el 19 de marzo de 2020 |                                                               |